# Prix SAM pour l'art contemporain
Le prix SAM pour l'art contemporain est décerné chaque année par SAM Art Projects, en association avec le Palais de Tokyo. Il s'adresse à des artistes déjà représentés par une galerie européenne.

## Histoire
Créé en 2009 par Sandra Hegedüs et Amaury Mulliez, il vise à favoriser les échanges entre la France et les pays dits émergents. Le jury d'attribution du prix est présidé par Sandra Hegedüs, fondatrice de l'initiative SAM Art Projects.
En dotant le lauréat d'une bourse de 20 000 euros, le prix SAM offre la possibilité de réaliser un projet de création en arts visuels hors Europe et Amérique du Nord, dans des pays dits émergents. Le prix SAM invite les artistes à présenter des découvertes et des recherches réalisées en dehors de leur périmètre culturel quotidien.
Le lauréat bénéficie ensuite d'une exposition personnelle au Palais de Tokyo au mois de février, un an après l'obtention du prix, accompagnée de l'édition d'un catalogue monographique.
Le Prix SAM fait partie des prix de l'art contemporain décernés chaque année à l'automne en France comme le Prix Marcel Duchamp, le Prix de la Fondation d’entreprise Ricard, le Prix Le Meurice, le Prix Révélations Emerige.
En 2023, le palais de Tokyo met fin au partenariat avec l'association à la suite de « conflits financiers », ainsi qu'une demande « commission de 15 % sur les ventes des œuvres » de la part de la fondation.

## Édition 2023

### Lauréate
Alice Anderson

## Édition 2022

### Lauréat
Julian Charrière

## Édition 2021

### Lauréate
Dalila Dalléas Bouzar

## Édition 2020

### Lauréate
Aïcha Snoussi

## Édition 2019

### Lauréate
Laura Henno

### Nommé·e·s
- Laura Henno
- Chloé Quenum
- Anne-Sophie Turion et Eric Minh Cuong Castaing
- Gaëlle Choisne
- Marie-Claire Messouma Manlanbien

### Jury
- Myriam Ben Salah
- Nicolas Bourriaud
- Gaël Charbau
- Marta Gili
- Emma Lavigne
- Jean-Hubert Martin
- Sandra Hegedüs Mulliez
- Annabelle Ténèze

## Édition 2018

### Lauréat
Kevin Rouillard.
Son exposition Le Grand Mur est visible au Palais de Tokyo du 20 février 2020 au 13 mai 2020.

### Nommé·e·s
- Kevin Rouillard
- Ali Cherri
- Euridice Kala
- Evagelia Kranioti
- Moussa Sarr
- Thibault Scemama de Gialluly

### Jury
- Myriam Ben Salah
- Sandra Hegedüs Mulliez
- Emma Lavigne
- Jean de Loisy
- Jean-Hubert Martin
- Thierry Raspail
- Annabelle Ténèze
- Marie-Ann Yemsi

## Édition 2017

### Lauréat
Louis Cyprien Rials

### Nommé·e·s
- Louis-Cyprien Rials
- Mathieu Abonnenc
- Evangelia Kranioti
- Elizaveta Konovalova
- Abraham Poincheval

### Jury
- Laurent le Bon
- Sandra Hegedüs Mulliez
- Jean de Loisy
- Jean-Hubert Martin
- Alfred Pacquement
- Thierry Raspail
- Marc-Olivier Wahler
- Marie-Ann Yemsi

## Édition 2016

### Lauréat
Massinissa Selmani

### Nommé·e·s
- Massinissa Selmani
- Raphaël Barontini
- Samuel Boutruche
- Julien Discrit
- Julien Salaud

### Jury
- Laurent le Bon
- Sandra Hegedüs Mulliez
- Jean de Loisy
- Jean-Hubert Martin
- Alfred Pacquement
- Thierry Raspail
- Marc-Olivier Wahler
- Marie-Ann Yemsi

## Édition 2015

### Lauréate
Mel O'Callaghan

### Nommés
- Mel O'Callaghan
- Julien Bismuth
- Bruno Serralongue
- Sibony et Giraud
- Mathieu Martin

### Jury
- Jean-Hubert Martin
- Jean de Loisy
- Alfred Pacquement
- Laurent le Bon
- Jerôme Sans
- Sandra Hegedüs Mulliez
- Alexia Fabre

## Édition 2014

### Lauréat
Louidgi Beltrame

### Nommés
- Louidgi Beltrame
- Clement Cogitore
- Stéphane Thidet
- Henrique Ramirez
- Estefania Penafiel

### Jury
- Jean-Hubert Martin
- Jean de Loisy
- Jerôme Sans
- Alexia Fabre
- Olivier Michelon
- Sandra Hegedüs Mulliez
- Laurent le Bon
- Alfred Pacquement

## Édition 2013

### Lauréate
Bouchra Khalili

### Nommés
- Bouchra Khalili
- Adrien Missika
- Bertrand Lamarche
- Charlotte Motte
- Société Réaliste

### Jury
- Jean de Loisy
- Chantal Pontbriand
- Alexia Fabre
- Laurent le Bon
- Clive Kellner
- Jean Hubert Martin
- Sandra Hegedüs Mulliez
- Jerôme Sans

## Édition 2012

### Lauréate
Angelika Markul

### Nommés
- Angelika Markul
- Camille Henrot
- Adrien Missika
- Clement Cogitore
- Louidgi Beltrame
- Charwei Tsei

## Édition 2011

### Lauréat
Ivan Argote

### Nommés
- Ivan Argote
- Dominique Blais
- Joana Hadjithomas & Khalil Joreige
- Jean-Charles Hue
- Soundwalk Collective

### Jury
- Anne-Pierre d’Albis, commissaire et directrice du Parcours Saint-Germain à Paris
- Fabrice Hergott, directeur du Musée d'art moderne de la ville de Paris
- Jean-Hubert Martin, Conservateur en chef à la Direction des Musées de France (DMF), commissaire d’expositions
- Hervé Mikaeloff, commissaire d’expositions et conseiller artistique
- Sandra Hegedüs Mulliez, collectionneuse, créatrice de SAM Art Projects
- Hans-Ulrich Obrist, codirecteur de la Serpentine Gallery, Londres, commissaire d’expositions
- Marc Pottier, commissaire d’expositions et conseiller artistique
- Marc-Olivier Wahler, Directeur du Palais de Tokyo, Paris, commissaire d’expositions

## Édition 2010

### Lauréat
Laurent Pernot

### Jury
- Anne-Pierre d’Albis, commissaire et directrice du Parcours Saint-Germain à Paris
- Fabrice Hergott, directeur du Musée d'art moderne de la ville de Paris
- Jean-Hubert Martin, Conservateur en chef à la Direction des Musées de France (DMF), commissaire d’expositions
- Hervé Mikaeloff, commissaire d’expositions et conseiller artistique
- Sandra Hegedüs Mulliez, collectionneuse d'art contemporain, fondatrice de SAM Art Projects
- Hans-Ulrich Obrist, codirecteur de la Serpentine Gallery, Londres, commissaire d’expositions
- Marc Pottier, commissaire d’expositions et conseiller artistique
- Marc-Olivier Wahler, Directeur du Palais de Tokyo, Paris, commissaire d’expositions

## Édition 2009

### Lauréate
Zineb Sedira

### Déroulement
Le nom de la lauréate a été proclamé le 16 décembre 2009.

### Nommés
- Renaud Auguste-Dormeuil
- Malachi Farrell
- Nicolas Floc'h
- Valérie Mréjen
- Zineb Sedira

### Jury
- Anne-Pierre d’Albis, commissaire et directrice du Parcours Saint-Germain à Paris
- Fabrice Hergott, directeur du Musée d'art moderne de la ville de Paris
- Jean-Hubert Martin, Conservateur en chef à la Direction des Musées de France (DMF), commissaire d’expositions
- Hervé Mikaeloff, commissaire d’expositions et conseiller artistique
- Sandra Hegedüs Mulliez, collectionneuse d'art contemporain, fondatrice de SAM Art Projects
- Hans-Ulrich Obrist, codirecteur de la Serpentine Gallery (Londres), commissaire d’expositions
- Marc Pottier, commissaire d’expositions et conseiller artistique
- Marc-Olivier Wahler, Directeur du Palais de Tokyo, Paris, commissaire d’expositions